# Wolin (gmina)
Wolin est une gmina mixte du powiat de Kamień, Poméranie occidentale, dans le nord-ouest de la Pologne. Son siège est la ville de Wolin, qui se situe environ 19 km au sud-ouest de Kamień Pomorski et 48 km au nord de la capitale régionale Szczecin.
La gmina couvre une superficie de 327,41 km2 pour une population de 12 248 habitants en 2016.

## Géographie
Outre la ville de Wolin, la gmina inclut les villages de Chynowo, Dargobądz, Darzowice, Dobropole, Domysłów, Dramino, Gogolice, Jagienki, Jagniątkowo, Jarzębowo, Karnocice, Kodrąb, Kodrąbek, Kołczewo, Koniewo, Korzęcin, Ładzin, Laska, Łojszyno, Łuskowo, Mierzęcin, Mokrzyca Mała, Mokrzyca Wielka, Ostromice, Parłowo, Piaski Wielkie, Płocin, Rabiąż, Recław, Rekowo, Rzeczyn, Sierosław, Siniechowo, Skoszewo, Strzegowo, Sułomino, Świętouść, Troszyn, Troszynek, Unin, Warnowo, Wartowo, Wiejkówko, Wiejkowo, Wisełka, Zagórze, Zastań et Żółwino.
La gmina borde les gminy de Dziwnów, Golczewo, Kamień Pomorski, Międzyzdroje, Przybiernów et Stepnica.